# Giacinto Albini
Giacinto Albini (Napoli, 24 marzo 1821 – Potenza, 11 marzo 1884) è stato un patriota, politico, poeta e letterato italiano.

## Biografia

### Formazione
Primogenito di don Gaetano Albini, dottore fisico e cerusico di Montemurro, ed Elisabetta Mirgigno di Napoli, l'Albini discendeva da una famiglia sarconese, trasferitasi a Montemurro nel 1521 a seguito del matrimonio di Nicola Albini con Aurelia D'Elia, appartenente alla nobiltà baronale; nacque a Napoli, ove la madre si era recata a partorire.
Dopo essersi laureato in legge nel 1843 all'Università di Napoli, nel 1845 conseguì una seconda laurea in lettere.
Indeciso sul proprio futuro (non esercitò mai la professione di avvocato), alternò i suoi interessi tra la poesia e l'insegnamento, pubblicando un libro di versi dal titolo Ore poetiche e una grammatica latina.

### Attività cospirativa
Tornato in Basilicata, nel 1848 si fece promotore e fondatore di un "Circolo Costituzionale" a Montemurro che si prefiggeva, come gli altri circoli sparsi nel regno, la concessione di una costituzione al Regno delle Due Sicilie.
A seguito della concessione della stessa e dell'altrettanto celere abrogazione, decise di contrapporsi ai monarchi borbonici e, nel 1850, fondò, sempre a Montemurro, un comitato antiborbonico di stampo repubblicano.
Dopo aver passato l'anno 1856 in giro per la Basilicata, la Puglia, la Calabria, il Salernitano e il Cilento a ordinare le file dell'Associazione Unità d'Italia, fu perseguitato dalla polizia borbonica come pericoloso rivoluzionario. Sebbene condannato per ben tre volte, rispettivamente dalle corti criminali di Napoli, Potenza e Catanzaro, riuscì sempre a evitare la cattura, rimanendo nascosto in Basilicata.
Dopo aver disapprovato e sconsigliato la spedizione di Sapri, nel 1857 Montemurro fu poi individuata quale centro d'azione della Basilicata dalle guardie borboniche e l'Albini dovette trasferire la sede del comitato nella masseria della famiglia Marra in località Morroni, sempre nel territorio di Montemurro, poiché il paese fu completamente raso al suolo dal terremoto del 1857. Lo stesso Giacinto Albini miracolosamente sopravvisse, dopo essere rimasto sepolto dalle macerie di una casa per oltre 24 ore.
La caccia senza quartiere dei Borboni contro i rivoluzionari costrinse Albini a trasferirsi ancora, questa volta a Corleto Perticara.
Nel 1860, dopo dodici anni di aspirazioni e cospirazioni, prima a Montemurro (il 14 agosto), nella stessa Corleto (il 16 agosto), poi a Potenza (il 18 agosto), i rivoluzionari lucani con Giacinto Albini furono fautori della insurrezione della Basilicata contro i Borboni; questa fu la prima regione meridionale continentale ad unirsi al Regno di Sardegna.

Giuseppe Garibaldi nominò pertanto il patriota montemurrese governatore della provincia di Basilicata, con poteri illimitati, nel loro incontro ad Auletta, avvenuto il 5 settembre 1860.

### Il periodo post-unitario e la morte

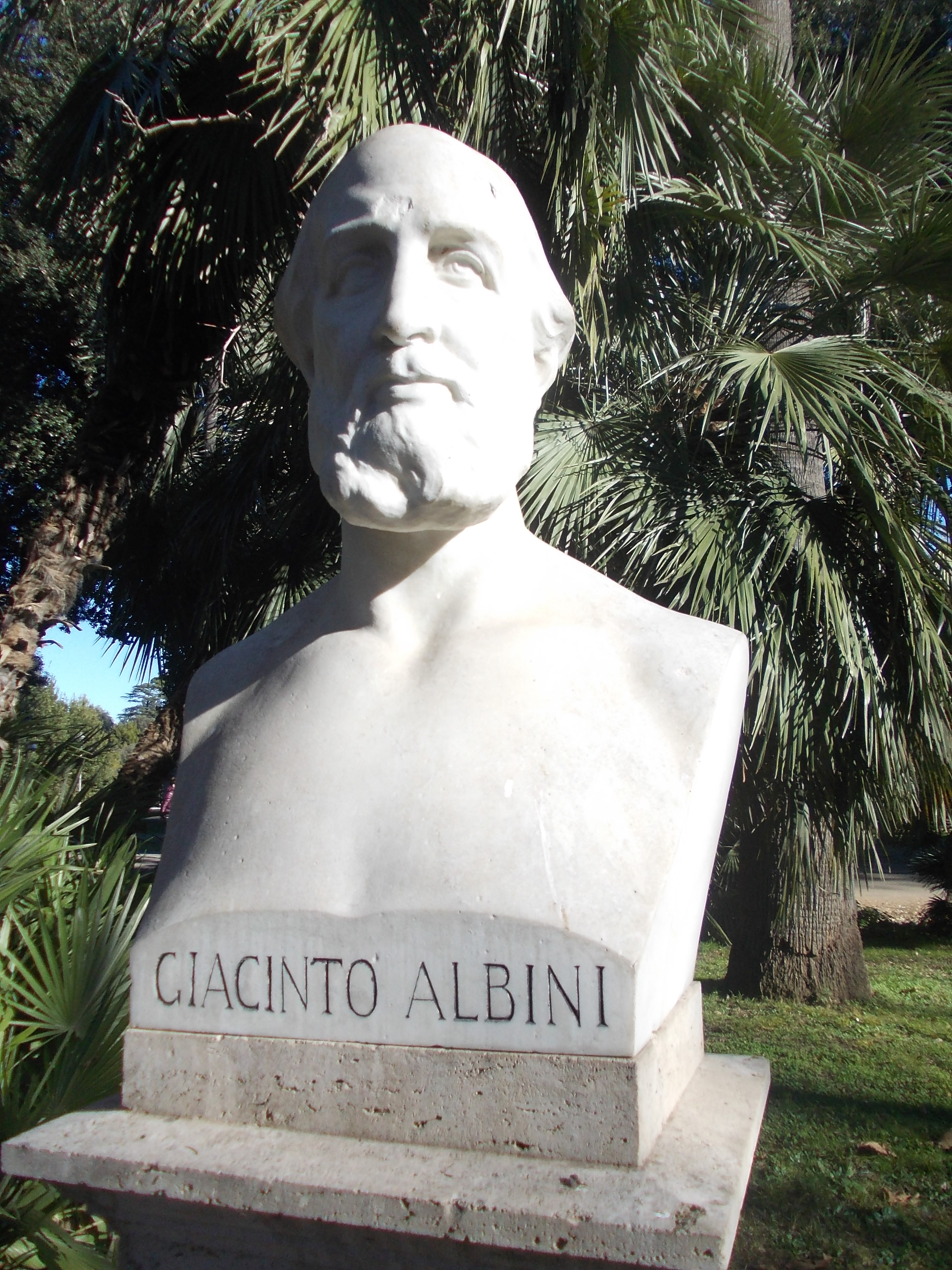
Busto di Albini presso il Pincio, a Roma.

Cessate le funzioni di governatore, ebbe un incarico secondario, alla fine del quale si ritirò a vita privata, dimenticato dal governo del neonato Regno d'Italia. 
Solo in seguito a vive pressioni, il governo si decise a concedergli incarichi di prestigio, nominandolo Tesoriere generale della provincia di Benevento e successivamente Conservatore delle Ipoteche di Basilicata.
Venne eletto deputato nel 1861 alle prime elezioni del Parlamento Italiano (elezione annullata in considerazione del suo ufficio retribuito), vice sindaco di Napoli nel 1867, consigliere comunale di Benevento nel 1868 e infine, dal 1876 al 1878, sindaco di Montemurro.
Morì a Potenza l'11 marzo 1884.
Dopo la sua morte, Roma volle ricordarlo al Pincio, ponendo un suo busto di marmo vicino a quello di altri patrioti che, come lui, dedicarono la loro vita all'Italia.